# Розкрив

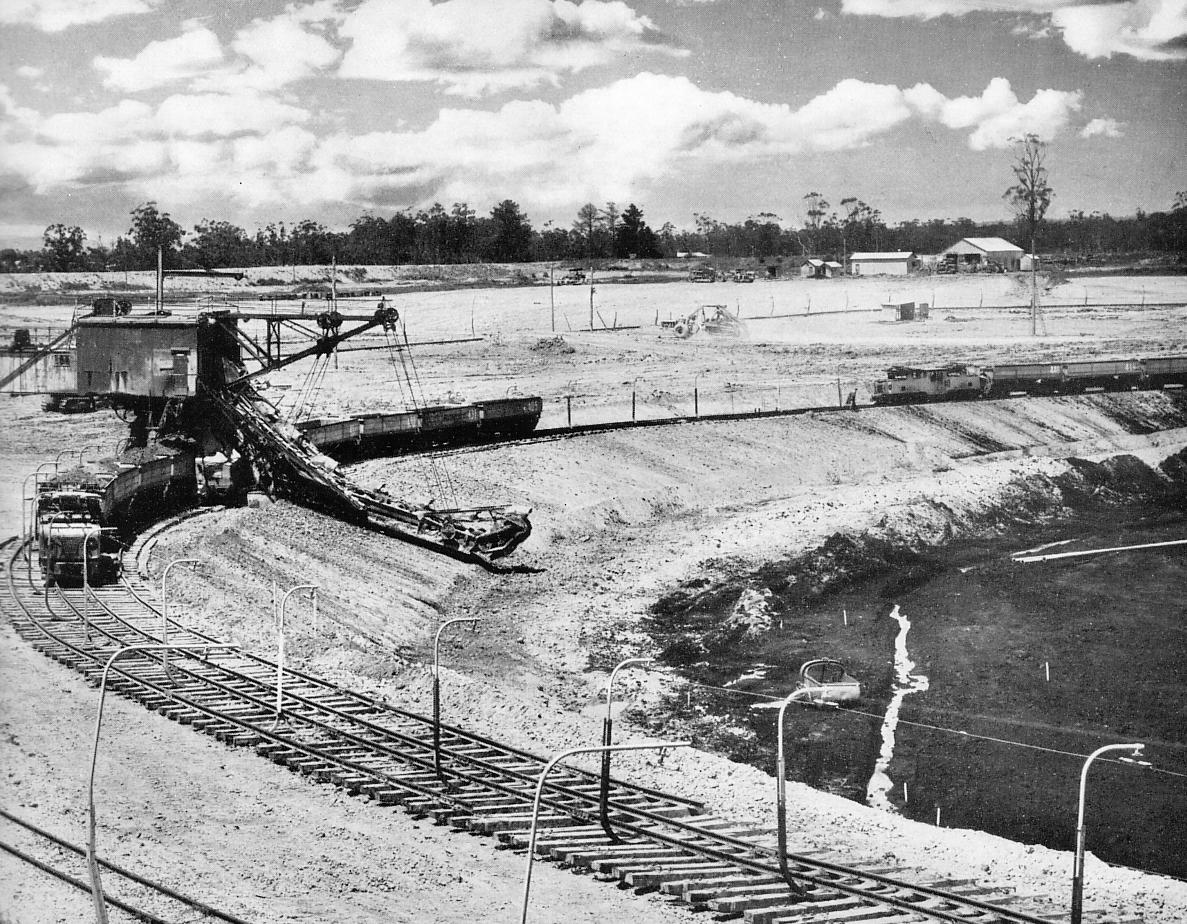
Розкрив на вугільному кар'єрі.

Розкри́в, розкривні́ породи (рос. вскрыша (вскрышные породы), англ. overburden, нім. Abraum m, Abraumgestein n) — гірські породи, що покривають і вміщують корисну копалину й підлягають вийманню та переміщенню у процесі ведення відкритих гірничих робіт. Розкрив зовнішній — породи, що покривають корисну копалину; розкрив внутрішній — породи, що вміщують корисну копалину.